# Kantatie

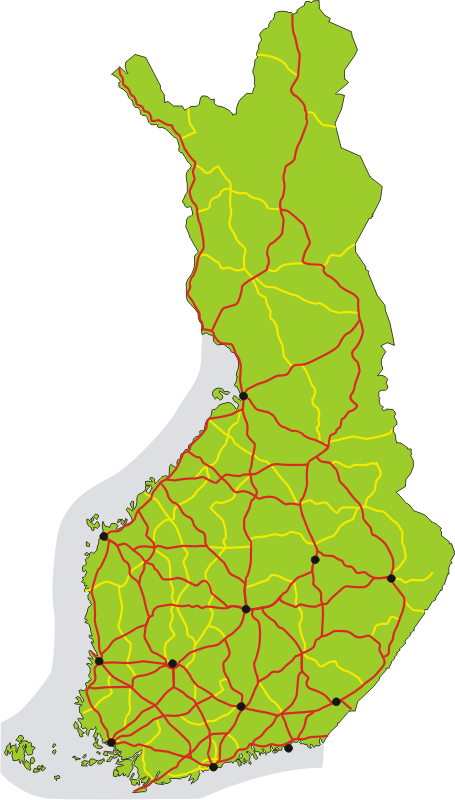
Die Hauptstraßen sind auf der Karte gelb markiert.

Muster des Verkehrszeichens #665: ‚Hauptstraßennummer‘. Derzeit gibt es jedoch keine Nebenstraße 42.

Kantatiet (deutsch Hauptstraße) sind Verkehrswege im finnischen Straßennetz, die das Staatsstraßennetz ergänzen und dem Provinzverkehr dienen. Sie sind mit deutschen und österreichischen Bundesstraßen vergleichbar. Diese Straßen bilden zusammen mit den Staatsstraßen (teilweise vergleichbar mit Autobahnen) das Hauptstraßennetz Finnlands. Die Verkehrsbedeutung der Hauptstraßen ist kleiner als die der Staatsstraßen, aber größer als die der Regionalstraßen. 40 bis 99 sind für Hauptstraßen im Nummernsystem reserviert. Auf Verkehrsschildern ist die Nummer mit schwarzen Zahlen auf gelbem Grund markiert.
Das finnische Ministerium für Verkehr und Kommunikation bestimmt, welche Straßen als Hauptstraßen eingestuft werden. Zu Beginn des Jahres 2014 hatte Finnland 4.727 Kilometer Hauptstraßen. Alle Hauptstraßen sind asphaltiert und ca. 68 % sind ganzjährig befahrbar. Etwa 2,5 % der Hauptstraßen sind zweispurig ausgebaut.
- Nördliche Umgehungsstraße von Turku. Sie beginnt als  E 18 am Fährhafen Naantali und bindet die vier Staatsstraßen , ,  und  an. Während die  E 18 mit der als Autobahn ausgebauten  weiter nach Helsinki verläuft, führt die  noch etwa drei Kilometer weiter und endet in Piikkiö an der Nebenstraße  . Siehe auch Übersichtskarte Kantatie 40
- Aura () – Oripää – Vampula – Huittinen ( / )
- Uusikaupunki – Laitila () – Eura () – Harjavalta ()
- Kiikka () – Kankaanpää () – Kauhajoki ()
- Helsinki – Tuusula – Hyvinkää (eine Teilstrecke von 18 km ist als Autobahn ausgebaut)
- Kouvola () – Heinola ()
- Ring III um Helsinki, größtenteils als  E 18
- beginnt mit dem finnischen Namen Länsiväylä (schwedisch Västerleden) in Helsinki nahe der Altstadt und führt über die Insel Lauttasaari nach Westen zur Nachbarstadt Espoo. Alle drei Ringe um Helsinki, Ring I (), Ring II () und Ring III (), enden in der . Sie hat an der breitesten Stelle (hinter der Einmündung des Ring I) 12 Fahrspuren. Sie ist von Helsinki bis Kirkkonummi als Autobahn ausgebaut, im letzten Abschnitt seit 2013, seitdem ist sie als Autobahn 27 Kilometer lang. Danach führt sie weiter als Landstraße bis Karjaa, wo sie in die  nach Hanko einmündet.
- Tammisaari () – Salo () – Somero – Jokioinen ()
- Fortsetzung der , sie wird in Tuulos beim Kreuzen der  zur . In Padasjoki wird sie beim Kreuzen der  zur lokalen Straße.
- Hollola () – Riihimäki – Tammela ()
- Porvoo () – Monninkylä – Mäntsälä, wird an der Kreuzung mit   zur , die 400 Meter weiter die  kreuzt
- Jämsä ( wird nach der Kreuzung mit  zu ) – Mänttä ( wird nach der Kreuzung mit  zu ), wurde 1996 durch Aufwertung früherer Nebenstraßen eingerichtet
- Hämeenlinna () – Pälkäne-Laitikkala, 10 km vor dem Stadtzentrum mündet sie in die
- Kangasala () – Orivesi () – Keuruu () – Multia (hier ca. 22 km zusammen mit ) – Karstula () – Kivijärvi – Haapajärvi () – Kärsämäki (). Mit einer Länge von ungefähr 385 Kilometern ist dies die längste Hauptstraße in Finnland.
- Mikkeli () – erschließt das Nordufer des größten finnischen Sees Saimaa – in Imatra gemeinsam mit  – (Staatsgrenze nach  Russland, dort Straße nach Wyborg)
- Kauhava () – Kaustinen () – in Sievi 500 Meter gemeinsam mit  – Ylivieska (), danach gradlinig weiter als
- Tampere () – Ylöjärvi () –Kuru – Virrat ()
- Orivesi  – Virrat (die gerade Verlängerung nach Norden wird hier zur , die  verläuft gemeinsam mit der  3 km nach Westen und knickt dann wieder nach Norden ab) – Alavus () – Lapua ()
- Nurmo () – Seinäjoki () – in Kurikka 4 km gemeinsam mit  – Kauhajoki () – Närpes () – Kaskinen
- Virrat (/)  – Ähtäri (hier 1 km gemeinsam mit )  – Alajärvi () – Evijärvi () – Pedersöre - Edsevö () – Jakobstad
- Äänekoski-Hirvaskangas (/) – Konnevesi – Suonenjoki ()
- Herttuala () – Kerimäki – Kitee () (endet 10 km westlich vom Stadtzentrum)
- Mikkeli () – Pieksämäki () – Suonenjoki ()
- Kontiolahti () – Lieksa – Nurmes (), die Straße führt östlich um den 93 Kilometer langen See Pielinen, parallel zur etwa 25 Kilometer kürzeren westlich des Sees verlaufenden .
- Joensuu (/) – Ilomantsi, östlichster Ort im finnischen Hauptstraßennetz
- Siilinjärvi ()  – Nurmes () – Kuhmo
- Sotkamo () – Kuhmo
- Siilinjärvi () – Viitasaari (hier ca. 15 km zusammen mit ) – Kyyjärvi (). Die hintereinander in Ost-West-Richtung verlaufenden // bilden gemeinsam eine Querpassage durch Finnland und sind Teil des Blauen Weges von Norwegen nach Russland. Planungen sehen vor, die  zur Staatsstraße  hochzustufen.
- Paltamo () – (ab Hirvaskoski 20 km zusammen mit ) – Pudasjärvi – Rovaniemi (wird fortgesetzt als )
- Rovaniemi () – Kittilä () – Wintersportzentrum Levi – Muonio ()
- Sodankylä ()  – Kittilä () – Kolari ()
- Rovaniemi () – Posio – Kuusamo
- Vikajärvi ()  – Kemijärvi – Salla (Staatsgrenze nach  Russland, dort Straße nach Alakurtti)
- Sinettä ( ) – Pello ()
- Kannus-Eskola – Ylivieska – Liminka
- Iisalmi (Verlängerung der  ab deren Kreuzung mit der ) – Rautavaara – Nurmes, dort Einmündung in die
- Raahe – Pulkkila – Iisalmi
- Paltamo () – Vartius – (Staatsgrenze nach  Russland)
- Ivalo – Raja-Jooseppi (Staatsgrenze nach  Russland, dort Straße nach Murmansk)
- (Staatsgrenze von  Norwegen) – Karigasniemi – Kaamanen – Näätämö – (Staatsgrenze nach  Norwegen)
- Palojoensuu – Hetta – (Staatsgrenze nach  Norwegen)
- Aavasaksa – (Staatsgrenze nach  Schweden, dort weiter als Riksväg 98)